# Shaquille O'Neal
Pour les articles homonymes, voir O'Neal.
Shaquille O'Neal, surnommé Shaq, né le 6 mars 1972 à Newark dans le New Jersey, est un joueur américain de basket-ball, professionnel de 1992 à 2011. Évoluant au poste de pivot, mesurant 2,16 m et pesant 147 kg, réputé pour sa puissance, il est l’un des joueurs les plus grands et les plus lourds de tous les temps. O’Neal joue pour six équipes au cours de sa carrière de 19 ans.
Après son passage à l’université d’État de la Louisiane, O'Neal est sélectionné par le Magic d'Orlando avec le premier choix de la draft 1992 de la NBA. Il devient rapidement l’un des meilleurs pivots de la ligue, remportant le titre de rookie de l’année en 1992-1993 et menant son équipe aux finales NBA 1995. Après quatre ans avec le Magic, O'Neal signe avec les Lakers de Los Angeles. Avec cette franchise, il remporte trois titres consécutifs en 2000, 2001 et 2002. Au milieu des tensions entre O'Neal et Kobe Bryant, il est envoyé au Heat de Miami en 2004 et obtient son quatrième titre NBA en 2006. À mi-chemin de la saison 2007-2008, il est envoyé aux Suns de Phoenix. Après une saison et demie avec les Suns, O’Neal est envoyé aux Cavaliers de Cleveland en 2009-2010. O'Neal joue pour les Celtics de Boston en 2010-2011 avant de prendre sa retraite.
O'Neal remporte le titre de Most Valuable Player (MVP) pour la saison 1999-2000. Il compte aussi 15 sélections au NBA All-Star Game, 3 titres de MVP du All-Star Game, 3 titres de MVP des Finales, deux titres de meilleur marqueur de la saison régulière, 14 sélections au All-NBA Team et 3 sélections au All-Defensive Team. Il est l’un des trois seuls joueurs à remporter la même année les titres de MVP de la saison régulière, All-Star Game et des Finales NBA ; les autres joueurs sont Willis Reed en 1970 et Michael Jordan en 1996 et 1998. Il se classe 8e meilleur marqueur de l'histoire de la NBA, 6e en tirs réussis, 15e en rebonds et 8e en contres. Il se classe également 3e au niveau du pourcentage de réussite au tir en carrière avec 58,2 %. O’Neal est élu au Hall of Fame en 2016. Il est élu au Hall of Fame de la FIBA en 2017. Il est élu meilleur joueur du championnat du monde en 1994 et devient champion olympique en 1996 à Atlanta.
O'Neal est considéré comme l'un des meilleurs pivots et joueurs de l'histoire. Il est célèbre pour ses facéties sur le terrain et pour avoir brisé à plusieurs reprises des panneaux de basket-ball en raison de son poids et de sa puissance.
En plus de sa carrière de basketteur, O'Neal a sorti quatre albums de rap, dont le premier, Shaq Diesel, est certifié disque de platine. O’Neal est également producteur de musique électronique et DJ en tournée, connu sous le nom de DIESEL. Il a joué dans de nombreux films et a joué dans ses propres téléréalités. Il anime The Big Podcast with Shaq et est analyste sportif sur TNT dans l'émission Inside the NBA. Il est également manager général de Kings Guard Gaming de la NBA 2K League.

## Surnoms
O'Neal possède une multitude de surnoms, comme « Shaq Diesel », « Shaq Fu », « The Big Aristotle », « The Big Shaq Daddy », « Wilt Chamberneezy » (en hommage au pivot Wilt Chamberlain, surnom donné par Kobe Bryant), « The Real Deal », « The 8th Wonder » (La 8e merveille du monde), « Most Dominant Ever » (M.D.E), « Superman » et les plus récents : « Docteur Shaq », « The Diesel », « Big Cactus », « Big Diesel »[réf. nécessaire], « Big Shamrock », « Shaq'attack ».

## Biographie

### Jeunesse et université
Abandonné par son père emprisonné pour possession de drogue, Shaquille Rashaun O'Neal est élevé par un militaire américain (Phillip Harrison) qui a de nombreuses fois déménagé pour des obligations professionnelles,.
Son père d'adoption se montre très dur avec lui, ce qui n'empêche pas O'Neal de le respecter et de le considérer comme son vrai père. O'Neal pense que Phillip Harrison a eu raison d'être dur avec lui.
À 12 ans, alors qu'il mesure déjà 1,98 m, sur la base américaine de Wildflecken où travaille son père adoptif, il rencontre Dale Brown, l'entraîneur de l'équipe de basket-ball de l'université d'État de Louisiane (Louisiana State University). Dale Brown, impressionné par le gabarit d'O'Neal, obtient l'accord de son père pour qu'il joue au niveau universitaire aux Tigers de LSU.
La carrière universitaire d'O'Neal (entre 1989 et 1992) est très suivie par les médias, mais les Tigers sont rapidement éliminés des tournois de la NCAA. O'Neal fait partie des joueurs-clefs de l'équipe avec Stanley Roberts et Chris Jackson. O'Neal est élu deux fois All-American, deux fois meilleur joueur de l'année de la Southeastern Conference, et obtient le trophée Adolph Rupp en 1991. O'Neal enregistre le record du nombre de contres dans une rencontre de la NCAA : 17, contre Ole Miss le 3 décembre 1990.

### Débuts à Orlando (1992-1996)
Après sa carrière universitaire à LSU, O'Neal est sélectionné comme premier choix de la draft 1992 par le Magic d'Orlando. À vingt ans, quand il intègre les rangs de la formation floridienne récemment créée, il mesure 2,16 m pour 136 kg ; l'équipe floridienne sort d'une saison désastreuse et il commence dès ses premiers matchs à dominer les parquets de la NBA. Il est vite le meilleur marqueur et rebondeur d'Orlando. À la mi-saison, il dispute son premier NBA All-Star Game en tant que titulaire, alors qu'il n'est que rookie (ou recrue). À la fin de la saison, O'Neal est élu NBA Rookie of the Year. Entre 1993 et 1995, sa moyenne de points passe de 23,4 à 29,3. Durant cette saison, O'Neal casse deux paniers : le premier face à Phoenix où il s'accroche trop fort et dérègle le panier, et le second face aux Nets du New Jersey où il décroche le panneau ainsi que l'écran des 24 secondes et se fait mal à l'épaule. O'Neal brise un autre panier durant un entraînement, obligeant la NBA à renforcer ses panneaux.[réf. nécessaire].
O'Neal apporte 20 victoires supplémentaires dès sa saison de rookie et permet à Orlando de réaliser pour la 1re fois un bilan non-négatif (41v-41d), insuffisant toutefois pour obtenir une place en séries éliminatoires (playoffs).
Le Magic obtient à nouveau le premier choix de la draft 1993 alors que la probabilité n'était que de 1,5 %. O'Neal exige du Magic qu'il échange leur premier choix (l'ailier fort Chris Webber) contre le meneur Anfernee Hardaway (3e choix de la draft) avec lequel il souhaite évoluer[réf. nécessaire]. Durant sa deuxième saison, Shaquille O'Neal réalise un triple-double face aux Nets du New Jersey avec 24 points, 28 rebonds (record personnel) et 15 contres (record personnel). O'Neal est dominateur comme jamais et l'équipe se qualifie pour les séries éliminatoires pour la première fois de leur histoire. Il est tout près de gagner le titre de meilleur marqueur de la saison avec ses 29,3 points de moyenne, mais se fait devancer au tout dernier moment par David Robinson. Mais Orlando se fait éliminer au premier tour par les Pacers de l'Indiana, une équipe beaucoup plus expérimentée.
Durant la saison 1994-1995, O'Neal est meilleur marqueur de la saison et Orlando réalise une très bonne saison (57v-25d). Avec Anfernee Hardaway et O'Neal, le Magic atteint les finales NBA en 1995 (en ayant au passage éliminé les Bulls de Chicago de Michael Jordan qui venait de faire son retour) mais les Rockets de Houston du pivot Hakeem Olajuwon et de Robert Horry les battent 4-0. Durant ces finales, O'Neal ne démérite pas, mais Olajuwon le surpasse par son expérience.
Orlando ne parvient pas à retrouver les Finales l'année suivante, O'Neal ne joue que 54 matchs et le Magic est battu par les Bulls de Chicago de Michael Jordan, revenu à la compétition. Les relations avec l'autre star de l'équipe, Penny Hardaway, commencent également à se détériorer.

### Années Lakers avec Kobe Bryant (1996-2004)

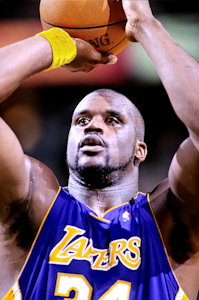
Shaq tentant un lancer franc avec les Lakers de Los Angeles en décembre 1999.

En 1996, O'Neal quitte la Floride pour les Lakers de Los Angeles, où il joue aux côtés de Nick Van Exel, Eddie Jones, Cedric Ceballos ou encore la recrue Kobe Bryant. L'équipe est alors entraînée par Del Harris. Pour les débuts d'O'Neal avec les Lakers, l'équipe stagne. Alignant de bons résultats en saison régulière, ils ne parviennent pas à confirmer en séries éliminatoires, se faisant éliminer successivement par le Jazz de l'Utah (2 fois) et les Spurs de San Antonio. L'arrivée de Phil Jackson, l'ancien entraîneur des Bulls, au poste d'entraîneur est bénéfique pour O'Neal. Phil Jackson apporte son attaque en triangle et l'effet est immédiat : 67 victoires pour seulement 15 défaites.
Lors du match du 10 novembre 1999 contre les Rockets de Houston, O'Neal et Charles Barkley sont expulsés. Après qu'O'Neal a contré un lay-up de Barkley, il pousse ce dernier, qui lui lance ensuite le ballon sur le visage.
Lors de cette saison 1999-2000, O'Neal marque en moyenne 29,7 points par match, la meilleure moyenne de toute sa carrière, et devient le meilleur marqueur de la saison, devançant Allen Iverson. Il bat son record de points en marquant 61 points le jour de son anniversaire contre les Clippers de Los Angeles (durant cette rencontre, il prend aussi 20 rebonds, aucun pivot depuis Wilt Chamberlain n'avait réussi à marquer au moins 60 points et prendre au moins 20 rebonds). Il est élu co-MVP du All-Star Game avec Tim Duncan et MVP de la saison régulière en étant seulement à 1 voix de devenir le 1er MVP de l'histoire à être élu à l'unanimité (un journaliste vote pour Allen Iverson).
Après des séries éliminatoires difficiles, où les Lakers gagnent au septième match contre les Trail Blazers de Portland (grâce à une remontée de 15 points dans le dernier quart-temps), ils rencontrent en finale les Pacers de l'Indiana de Reggie Miller. Lors du premier match, il réalise une très bonne prestation avec 43 points et 19 rebonds. Les Lakers remportent la série 4-2 et O'Neal, qui a marqué 30,7 points de moyenne durant les playoffs, est élu MVP des finales (avec 38 points et 16,7 rebonds par match durant ces finales). En remportant les 3 trophées de MVP (saison régulière, All-Star Game et finales), Shaquille O'Neal rejoint Willis Reed et Michael Jordan comme les seuls joueurs à avoir réussi cette performance en une saison.
Formant toujours avec Kobe Bryant l'un des meilleurs duos de la NBA, les Lakers remportent deux autres titres face aux Sixers de Philadelphie en 2001 et aux Nets du New Jersey en 2002.
La saison régulière 2001 est plus délicate, mais l'équipe se réveille en séries éliminatoires en écrasant chacun de leurs adversaires tour à tour (ils ne subissent qu'une seule défaite, en finale face aux Sixers d'Allen Iverson). Il marque 30,4 points et capte 15,4 rebonds par match durant les séries éliminatoires. Ses 33 points et 15,8 rebonds de moyenne en finale lui permettent de décrocher son second titre de MVP des finales. En outre, O'Neal critique ouvertement la pratique du flop (simulation de fautes), et accuse notamment Dikembe Mutombo d'en faire usage.
En janvier 2002, il est impliqué dans une bagarre sur le terrain lors d'un match contre les Bulls de Chicago. Il frappe le pivot Brad Miller après une faute intentionnelle pour empêcher un panier, entraînant une mêlée avec Miller, Charles Oakley et plusieurs autres joueurs. O'Neal est suspendu pour trois matchs sans solde. Sur la saison, O'Neal marque en moyenne 27,2 points et prend 10,7 rebonds, d'excellentes statistiques mais en dessous de ses moyennes de carrière.
En 2002, les Lakers se font très peur en playoffs face aux Kings de Sacramento (qu'O'Neal surnomme d'ailleurs ironiquement les « Queens de Sacramento »), mais l'emportent tout de même en 7 matchs et parviennent en finale de la NBA où les Nets du New Jersey ne font pas le poids (4-0). Byron Scott, alors entraîneur des Nets, utilise énormément la technique de prise à deux sur O'Neal durant cette finale, mais cette tactique laisse les autres Lakers libres, O'Neal faisant même 8 passes décisives lors du match 2. Il termine les séries éliminatoires en ayant marqué 28,5 points et pris 12,6 rebonds en moyenne et les finales avec 36,3 points de moyenne (record de la NBA pour les finales en 4 matchs) et 12,3 rebonds, il décroche son troisième titre de MVP consécutif, il est le seul joueur à réaliser cet exploit avec Michael Jordan (2 fois).
Les Lakers réalisent un Three-Peat (gagner trois titres de suite). O'Neal est considéré comme totalement inarrêtable lors de cette période, ce qui lui vaut le surnom de Most Dominant Ever (le plus dominant de tous les temps). Certains s'étonnent de ne pas le voir recevoir un autre titre de MVP de la saison régulière.
Les Lakers partent favoris en 2003 pour réaliser le Four-Peat, c'est-à-dire gagner le titre quatre fois de suite (seuls les Celtics de Boston avaient réussi à gagner plus de trois titres de suite : entre 1958 et 1966, ils gagnèrent huit titres consécutifs). O'Neal ne joue que 67 matchs lors de cette saison à la suite de blessures et Kobe Bryant ne parvient pas à porter l'équipe tout seul. En playoffs, les Lakers sont battus par les Spurs de San Antonio de Tim Duncan et David Robinson.
Mais en 2003-2004, les Lakers embauchent Karl Malone et Gary Payton. Les journalistes surnomment l'équipe les Quatre Fantastiques, l'équipe étant composée de 4 futurs Hall of Famers (Shaquille O'Neal, Kobe Bryant, Karl Malone et Gary Payton). La saison ne se déroule toutefois pas comme prévu : O'Neal manque encore quelques matchs pour blessure et ne marque que 21,5 points de moyenne durant la saison. La blessure de Karl Malone et les absences fréquentes de Kobe Bryant pour cause de procès (accusé d'avoir violé une hôtesse dans un hôtel) empêchent les Lakers de travailler leur jeu collectif et d'apprendre à se connaître. Les relations entre O'Neal et Bryant se dégradent fortement, les deux joueurs se critiquant par presse interposée, le premier reprochant au deuxième de ne pas assez passer le ballon, le second lui rétorquant de le laisser tranquille. O'Neal remporte le titre de MVP du All-Star Game 2004. Les Lakers parviennent en finale NBA mais sont battus par les Pistons de Détroit, bien plus collectifs, 4-1.
Après le départ de Payton, le départ de l'entraîneur Phil Jackson et la retraite de Karl Malone, O'Neal décide de quitter les Lakers où sa relation avec Bryant se détériore.

### Retour en Floride (2004-2008)

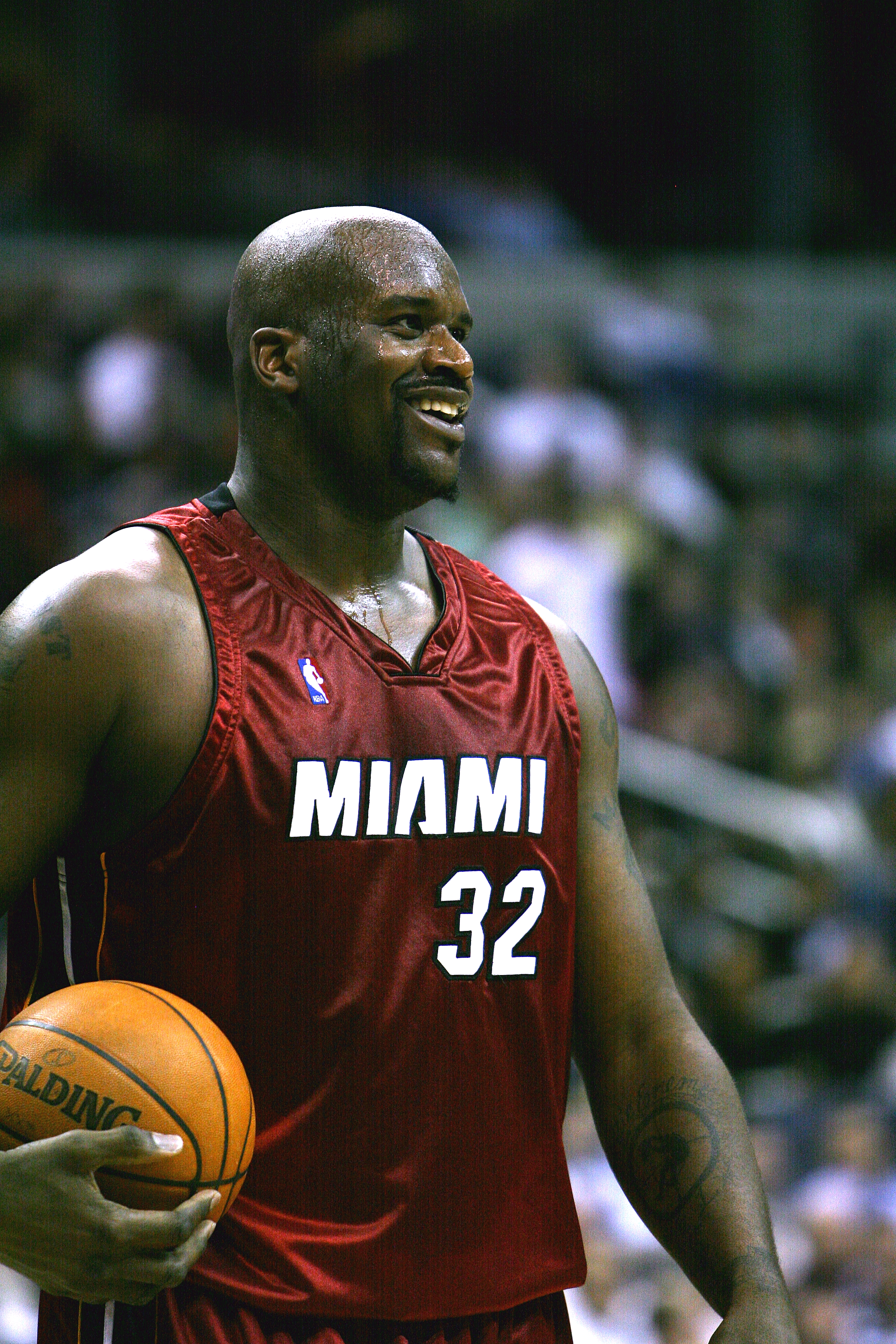
Shaquille O’Neal sous le maillot du Heat de Miami.

À l'été 2004, O'Neal est transféré au Heat de Miami en échange de trois joueurs : Brian Grant, Lamar Odom et Caron Butler. O'Neal reprend le numéro 32 qu'il portait au Magic. Il promet aux fans de Miami qu'il leur apportera un titre.
Avec l'apport de O’Neal et l'éclosion du joueur de seconde année Dwyane Wade, le Heat remporte 17 victoires de plus que la saison passée pour finir meilleure équipe de la Conférence Est, tandis que les Lakers s'effondrent et manquent les séries éliminatoires (playoffs) avec 22 victoires en moins par rapport à la saison précédente. O'Neal est d'ailleurs tout près d'être élu MVP avec ses 22,9 points et ses 10,4 rebonds, mais il se fait devancer de peu par Steve Nash. Le Heat se fait éliminer par les Pistons de Détroit en finale de conférence 4 à 3.
Durant la saison 2005-2006, O'Neal réalise le deuxième triple-double de sa carrière avec 15 points, 11 rebonds et 10 passes décisives (record personnel). O'Neal finit la saison en tête du classement du meilleur pourcentage aux tirs, il rejoint donc Wilt Chamberlain comme joueur ayant fini en tête de ce classement 9 fois. L’entraîneur Pat Riley décide de reprendre du service. O'Neal déclare laisser les clés de l'équipe à Dwyane Wade, même si l'apport d'O'Neal reste très important (le Heat ne remporte que 50 % des matchs quand il est absent).
C'est aussi pendant cette saison qu'O'Neal se réconcilie avec Kobe Bryant. Ne s'adressant plus la parole et continuant de se critiquer par presse interposée, O'Neal, poussé par les conseils de Bill Russell (ayant lui-même connu une grande rivalité avec un autre grand joueur : Wilt Chamberlain), salue et serre la main de Kobe Bryant, agréablement surpris.
Lors des playoffs 2006, le Heat bat d'abord les Nets du New Jersey puis les Pistons de Détroit avant de l'emporter face aux Mavericks de Dallas lors de la finale 2006, ils l'emportent 4-2 après avoir été menés 2-0. O'Neal déclarera après cette finale que Dwyane Wade « est le meilleur joueur du monde » à ses yeux.
Durant la saison 2006-2007, Miami s'effondre : lors des premiers matchs de la saison, O'Neal ne marque que 14 points de moyenne puis se blesse. Il ne joue que 40 matchs lors de la saison régulière. Malgré les bonnes performances de Wade, le Heat a du mal à retrouver son niveau de la saison précédente. À son retour, O'Neal marque 19 points de moyenne et Miami gagne 7 des 8 matchs suivant son retour, mais Wade se blesse à son tour. Il finit la saison à 17,3 points de moyenne, soit le plus petit total de sa carrière et Miami se fait battre au premier tour 4-0 par les Bulls de Chicago.
Durant l'été 2007, Shaquille O'Neal s’entraîne sérieusement et apparaît en bonne forme en présaison[réf. nécessaire], Miami recrute Ricky Davis pour aider Wade et O'Neal en attaque lors de la saison 2007-2008 mais les résultats du Heat ne s'améliorent pas et O'Neal voit son rôle diminuer. O'Neal n'est pas sélectionné au All-Star Game pour la première fois de sa carrière.
Le 26 février 2007, lors d'un match contre les Knicks de New York, il devient le quatorzième joueur de l'histoire de la NBA à dépasser la barre symbolique des 25 000 points inscrits en carrière.
Le Heat de Miami est dans les profondeurs du classement de la conférence Est, avec à peine 9 victoires ; de plus O'Neal souffre régulièrement de blessures, notamment au genou. Les relations avec son entraîneur Pat Riley se détériorent. En quittant Miami, O'Neal déclare après une interview à propos de Dwight Howard qui lui a, selon les journalistes, volé le surnom de Superman : « Tout le monde peut gagner le Slam Dunk Contest. Le vrai Superman est mort, Pat Riley l'a assassiné ! »

### Retour à l'ouest (2008-2009)

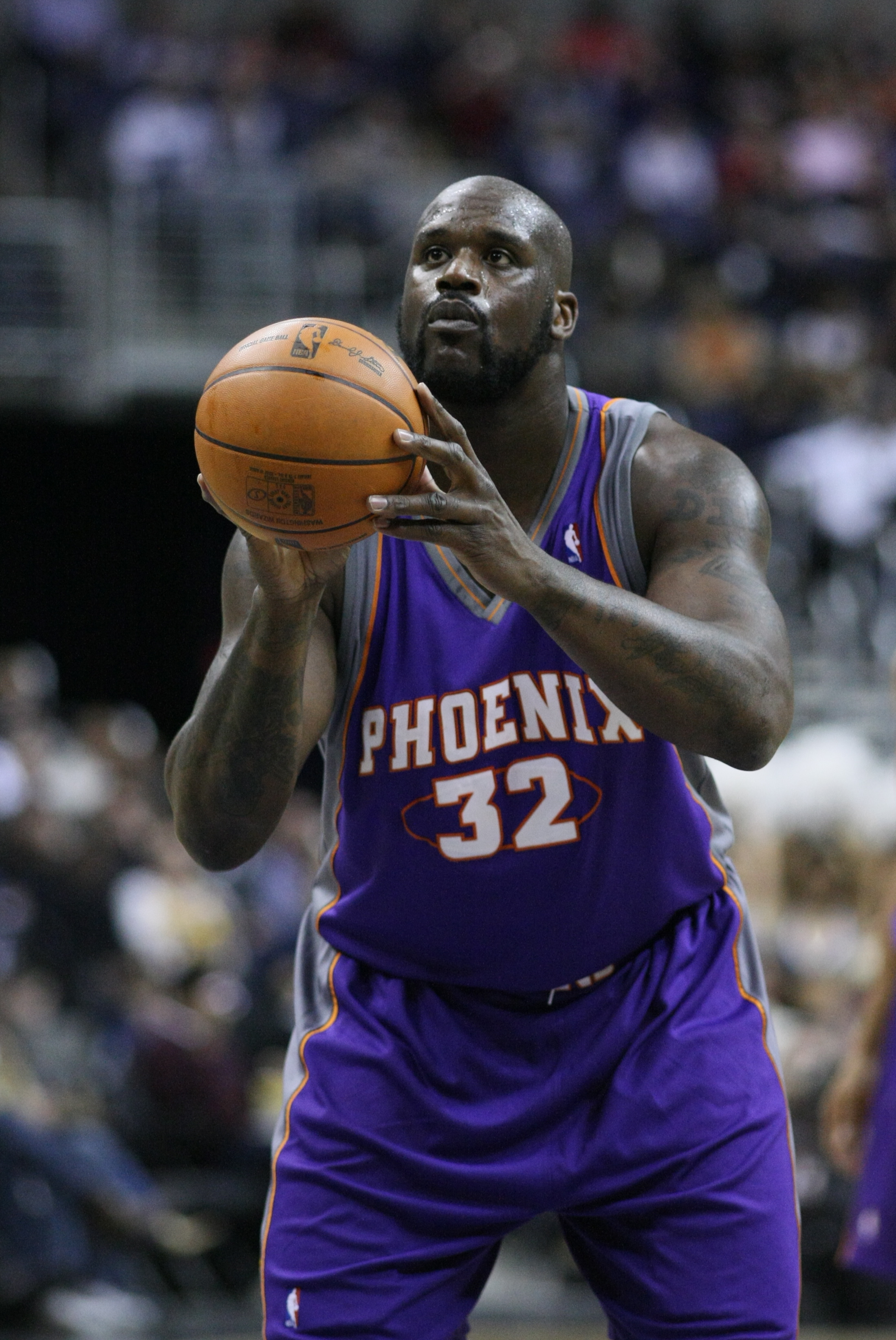
Shaq avec les Suns de Phoenix.

Le 6 février 2008, Shaquille est envoyé aux Suns de Phoenix dans un échange contre Shawn Marion et Marcus Banks. Début mars 2008, après une victoire contre les Spurs de San Antonio, il devient le troisième joueur après Kareem Abdul-Jabbar et Hakeem Olajuwon à marquer 26 000 points, prendre 11 500 rebonds et effectuer 2 500 contres lors de sa carrière. Après son arrivée chez les Suns, O'Neal perd du poids. Il marque moins qu'à Miami, mais prend plus de rebonds, fait moins de fautes, tire mieux et fait plus de passes. Les Suns finissent sixième en saison régulière et sont battus au premier tour des séries par les Spurs de San Antonio 4-1. Lors de la série, O'Neal marque 15,2 points par rencontre et prend 9,2 rebonds et effectue 2,6 contres. Malgré cette élimination précoce, le directeur général des Suns, Steve Kerr déclare que le transfert d'O'Neal est un succès. O'Neal déclare le 12 septembre 2008 qu'il prendra sa retraite en 2010. Le 26 décembre 2008, O'Neal devient le deuxième joueur de l'histoire de la NBA à manquer 5 000 lancers francs dans sa carrière avec Wilt Chamberlain.
Le 29 janvier 2009, face aux Spurs de San Antonio, il devient le 7e meilleur marqueur de l'histoire de la NBA en marquant 13 points. Il porte alors son total de points en carrière à 26 954 et prend la 7e place à son ancien rival Hakeem Olajuwon. Le joueur le devançant maintenant à ce classement est Elvin Hayes (27 313). Le 6 février 2009, il franchit la barre des 27 000 points lors de la victoire de Phoenix contre les Warriors de Golden State (115-105) en marquant 12 points. Le 15 février 2009, O'Neal participe à son 15e All-Star Game, soit le deuxième meilleur total derrière Kareem Abdul-Jabbar (19). Durant ce All-Star Game, il marque 17 points en 11 minutes et surtout, il assure le spectacle (au moment de la présentation des joueurs, O'Neal danse avec les JabbaWockeeZ) et finit co-MVP avec Kobe Bryant qui a marqué 27 points.
Peu de temps après le All-Star Game, O'Neal enchaîne deux matchs à plus de 30 points, ce qui ne lui était pas arrivé depuis 5 ans. Il marque 45 points contre les Raptors de Toronto puis 33 points contre les Lakers de Los Angeles. Seuls 3 joueurs ont marqué plus de 30 points dans 2 matchs consécutifs à plus de 37 ans (les deux autres sont Michael Jordan et Karl Malone).
Le 11 mars 2009, O'Neal devient le sixième meilleur marqueur de l'histoire de la NBA en dépassant Elvin Hayes lors d'une défaite face aux Mavericks de Dallas.
Le 21 mars 2009, O'Neal devient le cinquième meilleur marqueur de l'histoire de la NBA en dépassant Moses Malone lors d'une large victoire contre les Wizards de Washington. Il est peu probable qu'O'Neal puisse rattraper Wilt Chamberlain, le quatrième meilleur marqueur, qui a plus de 4 000 points d'avance. O'Neal pense qu'il aurait pu faire mieux : « Mathématiquement, j'ai manqué l'équivalent de trois saisons et aussi quelque 5 000 lancers francs. Si j'avais été dans le coup, je serais probablement no 2 ou no 3 à l'heure actuelle. Cela montre que j'ai été constant dans mes performances. Le prochain gars devant moi est mon père illégitime, Wilt Chamberlain. Comme dans "Star Wars", j'espère pouvoir l'attraper. »
À la fin de la saison 2008-2009, O'Neal finit en tête de la ligue en pourcentage de réussite au tir avec 60,9 %. Il bat ainsi le record du nombre du saisons terminées en tête de ce classement avec 10, auparavant il était à égalité avec Wilt Chamberlain qui avait terminé 9 saisons en tête du classement des tireurs. Il est aussi élu dans la All-NBA Third Team de la saison 2008-2009. C'est la quatrième fois qu'il est élu dans la 3e équipe type et la 14e fois (deuxième plus grand nombre de sélections en NBA All-Team avec Karl Malone) qu'il est élu dans une des 3 équipes type d'une saison NBA.
Malgré sa bonne saison personnelle avec un titre de MVP du All-Star Game et sa réapparition dans une des All-NBA Team, les Suns ne se qualifient pas pour les playoffs. C'est la première fois depuis la saison 1992-1993 qu'O'Neal ne participe pas aux playoffs. Le general manager des Suns, Steve Kerr, fait le ménage de l'effectif après cette saison difficile et envoie O'Neal et son énorme contrat aux Cavaliers de Cleveland.

### Association avec LeBron James (2009-2010)
Au début de la saison 2009-2010, il rejoint les Cavaliers de Cleveland en échange de Ben Wallace et de Sasha Pavlovic. Il y est associé à LeBron James. Son objectif est simple pour lui : « Win a Ring for the King ! » (Gagner une bague pour le roi). Au début de cette saison, O'Neal est d'abord critiqué pour ses performances statistiques en chute libre. Son temps de jeu a fortement diminué et les Cavaliers sont assez irréguliers. Mais à partir de la mi-décembre, les Cavaliers commencent à réellement dominer et l'association d'O'Neal et de James porte ses fruits. O'Neal marque moins, mais gêne énormément les pivots adverses qui font de mauvaises performances quand ils jouent contre lui (Dwight Howard, Pau Gasol, Andrew Bynum…). En décembre, Shaquille O'Neal est élu quatrième meilleur joueur des Lakers de Los Angeles au cours des 50 dernières années.
Le 19 janvier, face aux Raptors de Toronto, il devient le cinquième joueur de l'histoire à passer les 28 000 points en carrière. Après avoir atteint ce cap, il déclare : « Je suis heureux d’être en numéro 5 quand je vois les noms devant et derrière moi. Cela ne me donne pas le vertige pour autant, et puis je me dis que je devrais déjà être à au moins 30 000. Des lancers, j’en ai raté combien ? Environ dans les 5 000 ! Si j’en avais mis ne serait-ce que la moitié, j’aurais passé ce seuil bien plus tôt et serais déjà au-delà des 30 000. » Après ce match, LeBron James déclare que « Quand Shaq protège le panier, l’adversaire n’a aucun double-pas possible. Il est comme ça, il s’en moque d’envoyer des gars au tapis » et Chris Bosh ajoute « C’est un des pivots les plus puissants de la ligue, vous savez que s’il vous touche vous allez à terre. »
Après le second match gagné de la saison par les Cavaliers face au Magic d'Orlando, O'Neal déclare « Quand je suis arrivé dans la NBA, il y avait Pat Ewing et Hakeem Olajuwon, et je n’ai jamais doublé qui que ce soit. Aujourd’hui, vous me demandez qui est le vrai Superman. Ne me comparez à personne. Je préfère que mon nom ne soit pas mentionné. Je me sens insulté. C’est fou comme vous oubliez vite les titres… », cette déclaration étant dirigée contre Dwight Howard, souvent désigné comme son successeur et qui s'est attribué le surnom de Superman avec son dunk au Slam Dunk Contest.
Le 21 février, face au Magic d'Orlando, il devient le quatrième joueur à franchir le seuil des 20 000 points, 10 000 rebonds, 2 000 contres et 3 000 passes en carrière. Les trois autres joueurs sont Hakeem Olajuwon, Kareem Abdul-Jabbar et Tim Duncan. Le 25 février, face aux Celtics de Boston, il subit un contre de Glen Davis entraînant une entorse de son pouce droit. Cette blessure nécessite une opération chirurgicale et le pivot des Cavs est privé des parquets pour une période de six à huit semaines, remettant fortement en cause sa participation au premier tour des playoffs NBA 2010. Il est finalement de retour au premier tour face aux Bulls de Chicago. Après avoir éliminé les Bulls en 5 manches, les Cavs affrontent les Celtics de Boston. Malgré de bonnes performances d'O'Neal, les Cavaliers s'inclinent en 6 matchs face au collectif de Boston. Shaquille O'Neal se dit prêt à jouer en NBA jusqu'en 2011 : « Bien sûr que je veux encore jouer. J’ai manqué 360 matches dans ma carrière à cause des blessures. Selon mes calculs, ça veut dire que j’ai manqué 3,7 années. Je peux donc encore jouer jusqu’à 41 ans. Je suis en NBA depuis 17 ans, j’ai manqué beaucoup de matchs, mais j’ai le sentiment que je peux encore jouer.»

### Fin de carrière et dernier défi à Boston (2010-2011)

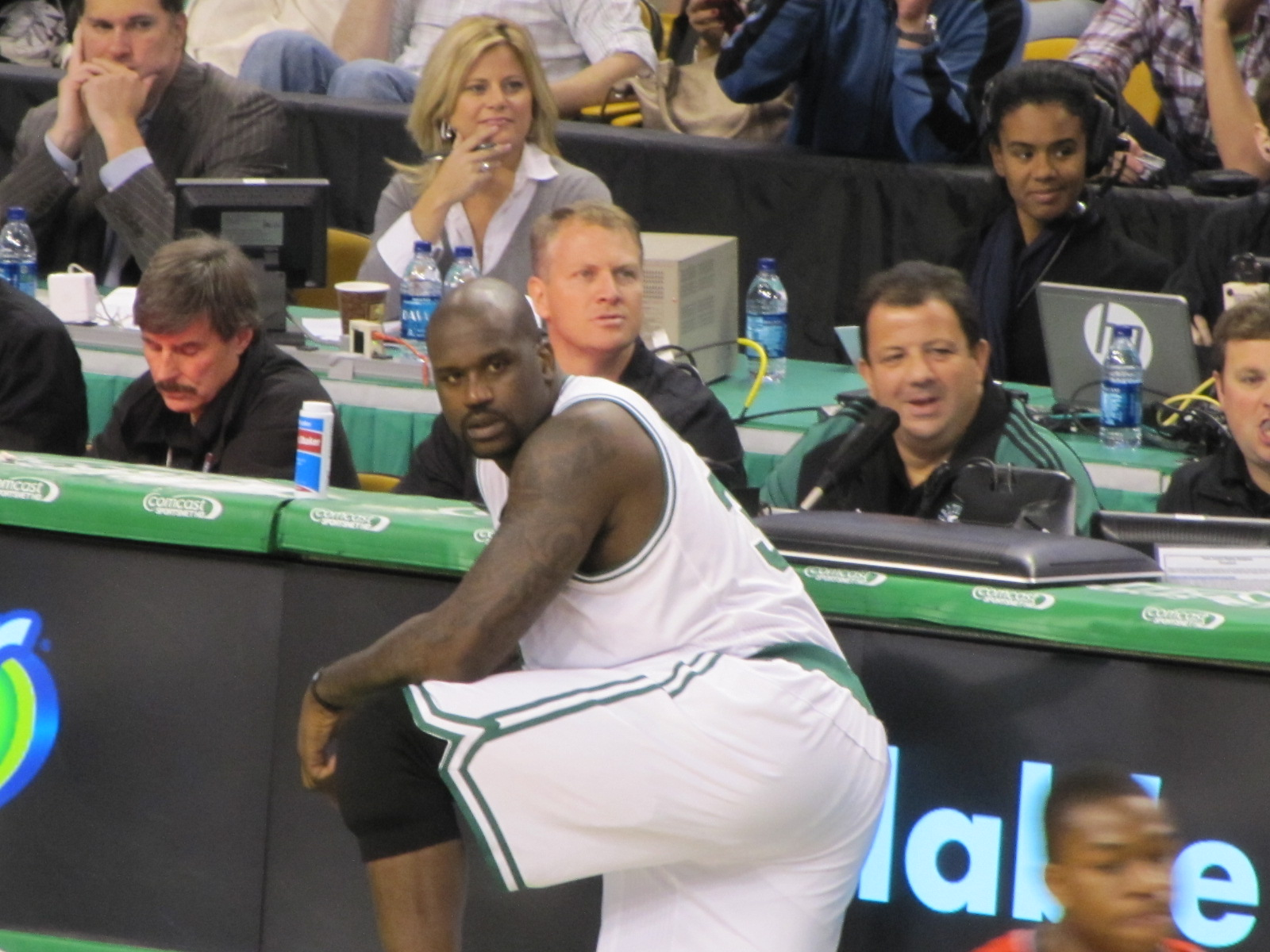
Shaquille O’Neal sous le maillot des Celtics de Boston en 2010.

Après sa finale 2010 gagnée, Kobe Bryant déclare : « J'en ai un de plus que Shaq ! » Le propriétaire des Celtics de Boston, Wyc Grousbeck, décide alors de recruter O'Neal. Après le départ de LeBron James de l'Ohio, O'Neal signe pour le minimum dévolu aux vétérans (1,4 million de dollars) aux Celtics de Boston où, avec Jermaine O'Neal, il doit compenser la retraite de Rasheed Wallace et la blessure de Kendrick Perkins pour aider Kevin Garnett, Paul Pierce et Ray Allen à décrocher un second titre, et pour lui, d'en décrocher un cinquième. Il porte le numéro 36 pour la première fois de sa carrière, le 32 (en hommage à Kevin McHale), le 33 (Larry Bird) et le 35 (Reggie Lewis) étant retirés. Le numéro 34, qu'il portait aux Lakers de Los Angeles, est déjà utilisé par Paul Pierce.
O'Neal n'a pas perdu son sens de la répartie, et, après avoir revêtu l'uniforme des Celtics, il s'empressa de répondre à Kobe Bryant : « Lorsque Kobe s’est vanté d’avoir une bague de plus que moi, je me suis dit que je représentais encore quelque chose. Kobe pense encore à moi, et je reste quelqu’un à qui on aime se mesurer. Mais je ne me bats pas contre les petits arrières. Je ne combats pas contre ceux qui bouffent la balle et prennent 30 tirs comme D-Wade ou Kobe. En revanche, si c’est Tim Duncan qui m’avait dit ça, là, ça m’aurait ennuyé. C’est le seul contre qui je suis en compétition. Si Tim Duncan avait cinq bagues, alors j’accepterais qu’on dise qu’il est le meilleur.»
L'arrivée d'O'Neal facilite le jeu intérieur à Boston, selon Kevin Garnett : « Cela rend les choses plus simples. Être là avec Shaq, tout est ouvert. Je suis habitué à compter les rotations et mettre en place les choses, et, la plupart du temps, j’ai pu attaquer le cercle et ne pas être la cible de prises à deux. Quand ils le font, j’ai une super option dessous à qui donner la balle. »
O'Neal est blessé une majeure partie de la saison (il ne joue que 37 matchs). Il joue cinq minutes face aux Pistons de Détroit avant de se blesser à nouveau. Il annonce sa retraite le 1er juin 2011.

### Retraite
Sur une vidéo internet destinée aux fans, il annonce sa retraite le 1er juin 2011: « On l’a fait. Dix-neuf années baby. Je veux vraiment vous remercier, et c’est pour ça que c’est à vous que je dis en premier que je prends ma retraite. Merci. On en reparle bientôt. » Le 3 juin 2011, il annonce officiellement sa retraite via une conférence de presse sur ESPN. Dès l'annonce de sa retraite, les hommages se multiplient : Pat Riley, David Stern, Dale Brown, Bill Russell, Dennis Scott, Steve Kerr, Charles Barkley, Alonzo Mourning,,.
David Stern : « Si vous avez vingt ans, vous ne connaissez pas la NBA sans Shaq. Vous connaissez un incroyable, incroyable athlète et un compétiteur. Vous connaissez quelqu’un qui, avec son sens de l’humour et sa présence a énormément aidé notre sport à se développer. » […] « C’est un géant. Il est imposant physiquement, même son sourire est imposant. Il a imposé sa volonté dans le jeu et il l’a fait pendant un long moment. Ça a été un très beau parcours et il nous manquera beaucoup. Nous espérons pouvoir trouver un moyen de le garder impliqué dans notre sport. » Peu de temps après, un porte-parole des Lakers de Los Angeles annonce qu'ils retireront son maillot.
Dans sa carrière, il a marqué 28 596 points, pris 13 099 rebonds, fait 3 026 passes décisives, contré 2 732 tirs et fait 739 interceptions, le tout en 1 207 matchs.
Le 9 septembre 2011, Louisiana State University, son ancienne université, l'honore avec une statue à son effigie. À sa retraite, il rejoint Charles Barkley, Kenny Smith et le présentateur Ernie Johnson en tant qu'analyste de l'émission Inside the NBA sur la chaîne du câble TNT.
En mars 2016, il annonce sa participation financière dans l'équipe d'eSports NRG.

## Carrière internationale
En 1992, il est pressenti pour faire partie de la légendaire Dream Team, mais Christian Laettner lui est préféré. Il participe au Championnat du monde de basket-ball masculin 1994 que l'équipe des États-Unis, surnommée la « Dream Team 2 » remporte facilement. O'Neal est élu meilleur joueur du tournoi. En 1996, il participe aux Jeux olympiques à Atlanta. L'équipe, surnommée la « Dream Team 3 » gagne la médaille d'or en battant leurs adversaires avec un écart moyen de 32 points. Shaquille O'Neal est discret durant cette campagne, ne marquant que 9,6 points par match.
Sollicité en 2002 pour les championnats du monde, il décline l'invitation car il souhaite que Phil Jackson, (son entraîneur avec les Lakers), soit l'entraîneur de l'équipe des États-Unis.

## Type de jeu
Mesurant 2,16 m, pesant environ 147 kg et chaussant du 63[réf. souhaitée], O'Neal a un physique très impressionnant, qui lui permet souvent d'avoir l'avantage sur ses opposants. La puissance physique d'O'Neal et sa mobilité pour un joueur de son poids sont ses principaux atouts, ces derniers le rendant très difficile à défendre : les pivots assez lourds pour supporter sa puissance ne sont pas assez rapides, et les intérieurs rapides ne peuvent rien faire face à la puissance du Shaq. O'Neal arrive avec sa puissance à s'approcher du panier pour marquer, soit par dunk, soit par un tir près du panier. L'adresse au tir d'O'Neal est impressionnante (58 %) mais elle est principalement due à la proximité avec laquelle il tire. O'Neal utilise souvent le "drop step" (attaquer dos au panier et se retourner rapidement en enroulant son défenseur) et le jump hook (petit bras roulé) pour marquer.
O'Neal a souvent voulu montrer son jeu de passe. Ses statistiques dans ce domaine restent modestes (2,6 passes décisives par rencontre). Sa taille lui offre une bonne vision du jeu. O'Neal est souvent pris à 2 en défense (2 défenseurs sur le même joueur), ce qui laisse un de ses coéquipiers (comme Kobe Bryant ou Dwyane Wade) libre. O'Neal cherche alors à passer la balle à ce coéquipier. Il a aussi parfois essayé de mener la contre-attaque.
O'Neal marque beaucoup mais sa maladresse au lancer-franc est telle qu'à la fin des années 1990, une tactique de défense (devenue rapidement très utilisée) est mise en place pour le stopper : le « Hack-a-Shaq ». Cette stratégie, souvent utilisée dans les dernières minutes d'un match, consiste à faire volontairement faute sur O'Neal et de compter sur sa maladresse aux lancers-francs pour réduire le nombre de points par possession de son équipe. Cette tactique a ensuite été répandue à d'autres pivots en difficulté aux lancers-francs tels que Ben Wallace et Dwight Howard ou plus récemment DeAndre Jordan.

## Image populaire et anecdotes
Plus qu'un sportif célèbre, Shaquille O'Neal est devenu au fil des ans un personnage populaire et apprécié. Son comportement souvent enfantin en public, son amour pour les super-héros et les jeux vidéo, son humour et sa gentillesse en faisant un personnage attachant. Ne manquant jamais une occasion d'amuser la galerie comme lorsqu'il improvise un concours de danse avec LeBron James et Dwight Howard, ou en jouant meneur de jeu au All-Star Game, plongeant dans les gradins pour sauver le ballon, etc.
Dans ses interviews et relations avec les médias, O'Neal a souvent fait preuve de moquerie face à des situations conflictuelles, des rivaux ou à ses propres difficultés. Aux Lakers, il surnomme à une époque ses adversaires les "Sacramento Queens" (les reines de Sacramento) au lieu des Kings de Sacramento. Dans le bus des Lakers, il amuse son équipe en créant une chanson sur l'air de la série Cheers se moquant de Vlade Divac, le pivot de Sacramento. Après son arrivée à Miami, une journaliste lui pose une question sur Kobe Bryant à laquelle il répond : « Désolé, je ne connais pas ce nom ! Ce nom a été effacé de ma mémoire! ». Par la suite, les relations entre Shaq et Kobe se sont améliorées.
Cette habitude des interviews et déclarations décalées en fait un sportif apprécié des cérémonies et l'un des joueurs à qui l'on offre le plus facilement la parole. Lors d'une remise de diplôme à son ancienne université (LSU) où il est invité, il déclare que les trois initiales de l'université signifient « Love Shaq University », ce qui provoque l'hilarité générale. Et quand il s'adresse au public, il reprend la phrase célèbre du film Les Guerriers de la nuit : "Can you dig it! Can you dig it!"
Au-delà de ses rôles au cinéma et de sa carrière musicale, Shaquille O'Neal est présent à la télévision au cours des années 2000. Au cœur d'une émission de télé-réalité nommée Shaq Big Challenge en 2007 ayant pour objectif d'habituer six adolescents obèses à manger plus sainement et à faire de l'exercice. En juillet 2009, il participe à un spectacle de la fédération de catch de la WWE et durant ce même été devient la star d'une émission de télé-réalité nommée Shaq Vs. où il affronte certains des meilleurs athlètes du monde dans leurs sports respectifs. Il affronte Ben Roethlisberger au football américain, le duo Misty May-Treanor et Kerri Walsh au beach volley, Michael Phelps à la natation, Albert Pujols au baseball et Oscar de la Hoya à la boxe. Il apparaît également dans le clip de la chanson Vanilla Twilight du groupe de musique électronique Owl City.
Grand amateur de jeu vidéo il prête son image par deux fois à un jeu de combat, Shaq Fu et Ready 2 Rumble 2. Il est également un personnage à débloquer dans le jeu UFC Undisputed 2010. La marque de flipper Gottlieb a également sorti un modèle SHAQ ATTAQ sur le thème du basket-ball avec une séquence où l'on peut casser le panier break the backboard.
Lors du 14e anniversaire de la mort du rappeur The Notorious B.I.G., le 9 mars 2011, ESPN consacre un reportage aux relations entre le rappeur et Shaq, ayant fait connaissance quand Shaq évoluait encore à Orlando et chanté ensemble sur le titre You Can't Stop the Reign. O'Neal fait part de ses regrets car il devait accompagner B.I.G à une soirée: « J’étais prêt à sortir, j’avais mis mon costume... Mon garde du corps m’appelle pour me dire qu’il n’arrive pas à rentrer. Alors j’ai laissé tomber et je me suis endormi. En pleine nuit, à 4h00, ma mère m’appelle et me dit : « Tu es allé à la soirée ? ». Je lui demande pourquoi ? De quoi elle parle ? Et elle m’annonce que mon ami s’est fait tirer dessus et qu’il est mort. Je raccroche direct, et on m’a raconté. [...] Je reste persuadé que si j’avais été là, avec mon garde du corps, il ne se serait rien passé. »,.
En parallèle de sa carrière dans la NBA, il a également passé plusieurs diplômes : il obtient un baccalauréat universitaire en 2000, un MBA en 2005 et soutient une thèse de doctorat en éducation en 2012.
Lors de WrestleMania 32, en avril 2016, Shaquille O'Neal participe à la 3e édition de la bataille royale André le Géant, en tant qu'invité surprise. Il est éliminé en même temps que Big Show par l'ensemble des autres participants.

## Famille
O'Neal a six enfants : Taahirah (ou Taheara, née pendant sa relation avec Arnetta Yarbourgh), Myles et quatre autres dont la mère est Shaunie O'Neal : Shareef, Amirah, Shaqir et Me'ara (ou Mearah).
Shareef, né en 2000, est un joueur de basket-ball prometteur qui évolue au sein de l'équipe universitaire des Bruins d'UCLA, puis des Tigers de LSU, comme son père. En septembre 2018, Shareef annonce qu'il doit subir une opération cardiaque. Il n'est pas choisi lors de la draft 2022 de la NBA et rejoint ensuite la G-League.

## Palmarès

### Universitaire
- 1 × Trophée Adolph Rupp : 1991.

### En sélection nationale
- Médaille d'or aux Jeux olympiques d'été de 1996.
- Médaille d'or au championnat du monde 1994.
- Élu Meilleur joueur du Championnat du monde de basket-ball masculin 1994.

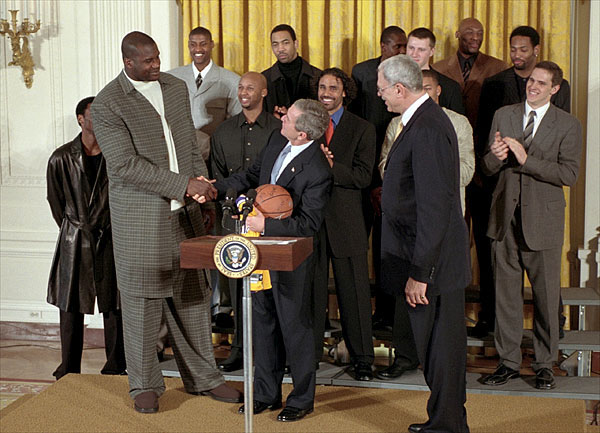
Avec les Lakers de Los Angeles à la Maison-Blanche serrant la main du président américain George W. Bush.

### En franchise
- 4 × Champion NBA : 2000, 2001, 2002 avec les Lakers de Los Angeles et 2006 avec le Heat de Miami.
- 2 × Finales NBA contre les Rockets de Houston en 1995 avec le Magic d'Orlando et contre les Pistons de Détroit en 2004 avec les Lakers de Los Angeles.

### Distinctions personnelles
- 1 × Élu NBA Rookie of the Year : 1993.
- 1 × Élu NBA Most Valuable Player de la saison régulière : 2000.
- 3 × Élu NBA Finals Most Valuable Player Award des finales NBA : 2000, 2001 et 2002.
- 3 × Élu NBA All-Star Game Most Valuable Player Award du All-Star Game : 2000 avec Tim Duncan, 2004 et 2009 avec Kobe Bryant.
- 1 × Élu dans la NBA All-Rookie First Team : 1993.
- 8 × Élu dans la All-NBA First Team : 1998, 2000, 2001, 2002, 2003, 2004, 2005 et 2006.
- 2 × Élu dans la All-NBA Second Team : 1995 et 1999.
- 4 × Élu dans la All-NBA Third Team : 1994, 1996, 1997 et 2009.
- 3 × Élu dans la NBA All-Defensive Second Team : 2000, 2001 et 2003.
- 15 × Sélectionné au NBA All-Star Game : 1993, 1994, 1995, 1996, 1997, 1998, 2000, 2001, 2002, 2003, 2004, 2005, 2006, 2007 et 2009.
- 4 × Rookie du mois de la NBA : novembre et décembre 1992, et janvier et février 1993.
- 10 × Joueur du mois de la NBA : décembre 1993, mars et novembre 1994, décembre 1996, janvier et avril 1998, novembre 1999, février et mars 2000 et avril 2001.
- 2 × Joueur du mois de la Conférence Ouest : mars 2003, et de la Conférence Est en mars 2005.
- 2 × Best NBA Player ESPY Award : 2001 et 2002.
- 2 × IBM Award : 2000 et 2001.
- 2 × Meilleur marqueur NBA : 1995 (29,3 points par match) et 2000 (29,7 points par match).
- 9e au classement des meilleurs joueurs de tous les temps par Slam en 2003.
- 4e au classement des meilleurs joueurs de tous les temps par Slam en 2010.
- Sélectionné parmi les Meilleurs joueurs du cinquantenaire de la NBA en 1996[49].
- Son maillot, le no 34 a été retiré par les Lakers de Los Angeles le 2 avril 2013. Le 22 décembre 2016, il voit son maillot, le no 32, retiré par le Heat de Miami à la mi-temps de Miami - Lakers. C’est le troisième joueur de l’histoire de la franchise à recevoir cet honneur, après Alonzo Mourning et Tim Hardaway. Le 13 février 2024, le Magic d'Orlando retire le maillot no 32 de O'Neal. O'Neal est l'un des deux joueurs, avec Wilt Chamberlain, à avoir son maillot retiré dans trois équipes différentes. Il s'agit également du premier maillot de joueur retiré dans l'histoire du Magic d'Orlando[50],[51].
- En août 2017, il est élu au FIBA Hall of Fame[52].

## Records en carrière sur un match
Les records personnels de Shaquille O'Neal, officiellement recensés par la NBA sont :
| Type statistique            | Saison régulière | Saison régulière          | Saison régulière | Playoffs | Playoffs               | Playoffs      |
| Type statistique            | Record           | Adversaire                | Date             | Record   | Adversaire             | Date          |
| --------------------------- | ---------------- | ------------------------- | ---------------- | -------- | ---------------------- | ------------- |
| Points en un match          | 61               | @ Clippers de Los Angeles | 6 mars 2000      | 46       | 2 fois                 | 2 fois        |
| Paniers marqués en un match | 24               | @ Clippers de Los Angeles | 6 mars 2000      | 21       | 2 fois                 | 2 fois        |
| Paniers tentés en un match  | 40               | @ Bullets de Washington   | 22 mars 1996     | 33       | Kings de Sacramento    | 23 avril 2000 |
| Lancers francs réussis      | 19               | Bulls de Chicago          | 19 novembre 1999 | 18       | Pacers de l'Indiana    | 9 juin 2000   |
| Lancers francs tentés       | 31               | Bulls de Chicago          | 19 novembre 1999 | 39       | Pacers de l'Indiana    | 9 juin 2000   |
| Paniers à 3 points réussis  | 1                | Bucks de Milwaukee        | 16 février 1996  | 0        |                        |               |
| Paniers à 3 points tentés   | 1                | 22 fois                   | 22 fois          | 0        |                        |               |
| Rebonds offensifs           | 14               | 3 fois                    | 3 fois           | 14       | Bulls de Chicago       | 16 mai 1995   |
| Rebonds défensifs           | 25               | Bucks de Milwaukee        | 21 mars 2004     | 19       | Pacers de l'Indiana    | 9 juin 2000   |
| Rebonds totaux              | 28               | @ Nets du New Jersey      | 20 novembre 1993 | 24       | Pacers de l'Indiana    | 9 juin 2000   |
| Passes décisives            | 10               | Raptors de Toronto        | 11 avril 2006    | 9        | 4 fois                 | 4 fois        |
| Interceptions               | 5                | 3 fois                    | 3 fois           | 4        | @ Bulls de Chicago     | 18 mai 1995   |
| Contres                     | 15               | @ Nets du New Jersey      | 20 novembre 1993 | 8        | 3 fois                 | 3 fois        |
| Balles perdues              | 9                | 3 fois                    | 3 fois           | 7        | 5 fois                 | 5 fois        |
| Minutes jouées              | 55               | @ Jazz de l'Utah          | 24 janvier 2000  | 52       | Sixers de Philadelphie | 6 juin 2001   |

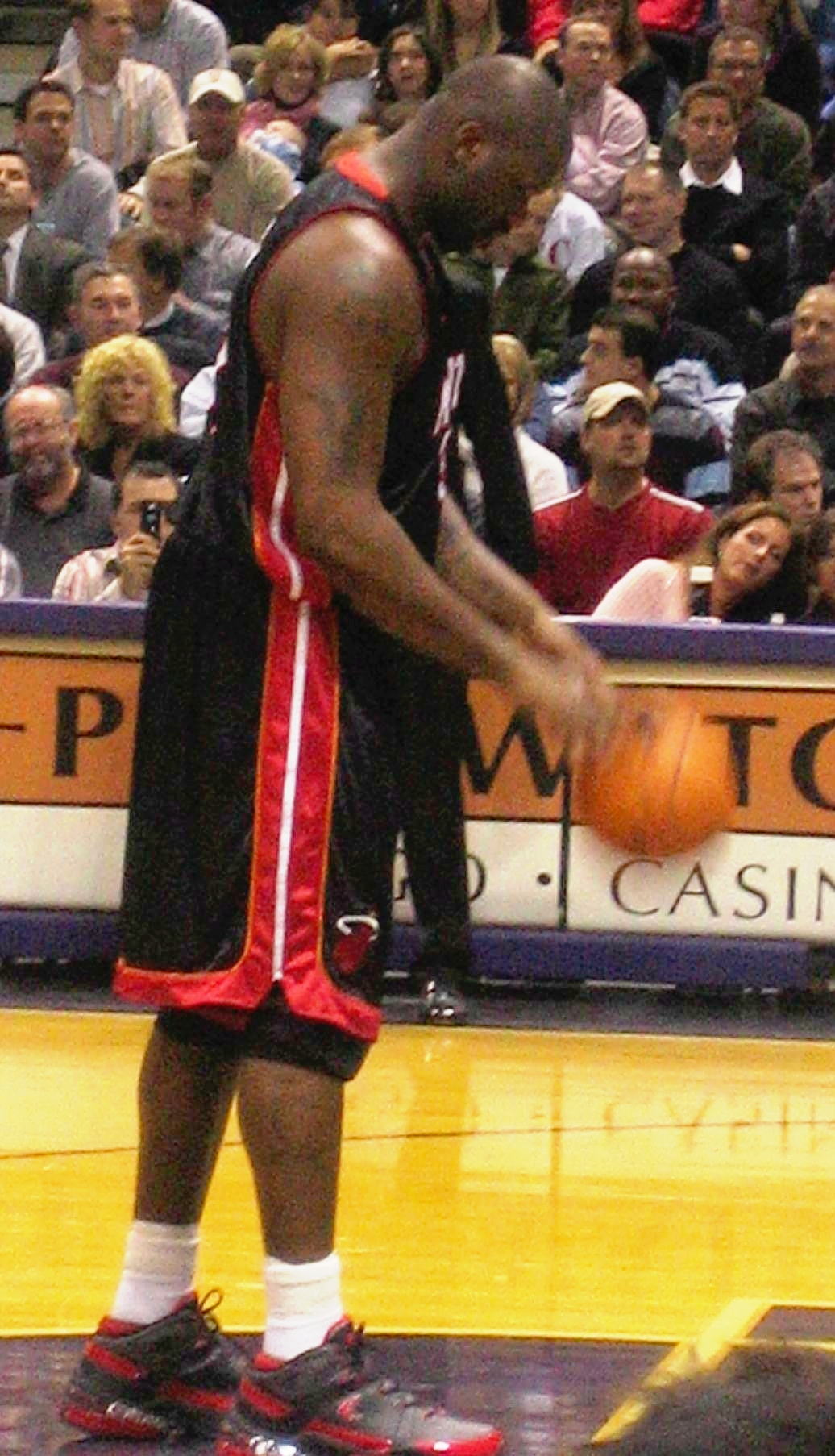
Shaquille O'Neal en décembre 2005 avec le Heat de Miami.

- Double-double : 869 (dont 142 en playoffs)
- Triple-double : 2

## Records de la NBA
Voici la position de Shaquille O'Neal au terme de sa carrière en ce qui concerne les records NBA et sa position dans les classements statistiques quantitatifs et en moyenne en carrière sur la saison régulière et les playoffs.
Shaquille O'Neal détient plusieurs records de la NBA :
- Plus de 40 points et 15 rebonds dans un match pour un rookie avec 46 points et 21 rebonds (avec Michael Jordan, David Robinson et Blake Griffin).
- Plus grand nombre de saisons en tête de la ligue pour le pourcentage de réussite aux tirs de champ : 10.
- Plus grand nombre de saisons consécutives à plus de 20 points et plus de 10 rebonds de moyenne par match : 13.
- Plus grand nombre de lancers-francs tentés en un match de playoffs : 39, le 9 juin 2000 contre les Pacers de l'Indiana.
- Plus grand nombre de points marqués sur une série de 4 matchs : 145.
- Plus grand nombre de rebonds offensifs sur une série de 5 matchs : 31.
- Plus grand nombre de contres sur une série de 5 matchs : 17.
- Plus grand nombre de matchs consécutifs à 30 points et 50 % au tir : 11, lors de la saison NBA 2000-2001.

### En saison régulière
- 19e meilleure moyenne de points par rencontre de l'histoire de la NBA (23,69).
- 8e meilleur marqueur de l'histoire de la NBA (28 795).
- 27e meilleur moyenne de rebonds par rencontre de l'histoire de la NBA (10,86).
- 13e meilleur rebondeur de l'histoire de la NBA (13 099).
- 6e meilleur rebondeur offensif de l'histoire de la NBA (4 209).
- 7e meilleur rebondeur défensif de l'histoire de la NBA (8 890).
- 14e au nombre de tirs tentés de l'histoire de la NBA (19 457 tirs tentés).
- 5e au nombre de tirs réussis de l'histoire de la NBA (11 330 tirs réussis).
- 3e au nombre de lancers-francs tentés de l'histoire de la NBA (11 252 lancers tentés), avec 52,7 % de réussite.
- 17e au nombre de lancers-francs réussis dans l'histoire de la NBA (5 935 lancers réussis).
- 16e meilleure moyenne de contre par rencontre de l'histoire de la NBA (2,27).
- 7e meilleur contreur de l'histoire de la NBA (2 732 contres).
- 17e au nombre de minutes jouées en carrière (41 918).
- 23e au nombre de matchs joués en carrière (1207).
- 10e au nombre de fautes en carrière (4146).
- 11e au nombre de turnovers (ballons perdus) en carrière (3310).
- 3e meilleure efficacité en carrière de l'histoire de la NBA (26,43).

O'Neal fait partie de 18 top 30 de l'histoire de la NBA.

### En playoffs
- 5e joueur ayant disputé le plus de matchs dans l'histoire de la NBA (216)[56].
- 4e joueur ayant disputé le plus de minutes dans l'histoire de la NBA (8 099)[57].
- 4e meilleur marqueur de l'histoire de la NBA (5 250)[58].
- 20e meilleure moyenne de points par match dans l'histoire de la NBA (24,31)[59].
- 3e meilleur rebondeur de l'histoire de la NBA (2 508)[60].
- 1er au nombre de rebonds offensifs de l'histoire de la NBA (866)[61].
- 2e au nombre de rebonds défensifs de l'histoire de la NBA (1 642)[62].
- 17e meilleure moyenne de rebonds par match dans l'histoire de la NBA (11,72)[63].
- 6e au pourcentage de tirs réussis de l'histoire de la NBA (56,28 %)[64].
- 3e au nombre de tirs réussis de l'histoire de la NBA (2 041 tirs réussis)[65].
- 5e au nombre de tirs tentés de l'histoire de la NBA (3 627 tirs tentés)[66].
- 5e au nombre de lancers-francs réussis de l'histoire de la NBA (1 168 lancers réussis)[67].
- 1er au nombre de lancers-francs tentés de l'histoire de la NBA (2 317 lancers tentés)[68].
- 4e meilleur contreur de l'histoire de la NBA (459 contres)[69].
- 12e meilleure moyenne de contres par match dans l'histoire de la NBA (2,12)[70].
- 4e meilleure efficacité en carrière de l'histoire de la NBA (26,12)[71].

Toutes les statistiques sur les playoffs valent jusqu'en 2012.

### Par saison
- Joueur le plus adroit de la ligue en 1994 (59,9 % de réussite), 1998 (58,4 %), 1999 (57,6 %), 2000 (57,4 %), 2001 (57,2 %), 2002 (57,9 %), 2004 (58,3 %), 2005 (60,1 %), 2006 (60,0 %) et 2009 (60,9 %)[72].
- Meilleur marqueur de la ligue au nombre de points inscrits en saison régulière en 1995 (2 315), 1999 (1289) et 2000 (2344)[72].
- Joueur ayant tenté le plus de tirs en 1995 (1 594)[72].
- Joueur ayant marqué le plus de paniers en 1994 (953), 1995 (930), 1999 (510), 2000 (956) et 2001 (813)[72].
- Joueur ayant tenté le plus de lancers-francs en 1995 (854), 1999 (498), 2000 (824), 2001 (972), 2002 (717) et 2004 (676)[72].
- Joueur ayant perdu le plus de ballons (turnovers) en 1993 (307), il s'agit d'une distinction négative[72].
- Joueur ayant la meilleure efficacité (Player Efficiency Rating) sur le terrain en 1998 (28,8), 1999 (30,5), 2000 (30,6), 2001 (30,2), et en 2002 (29,7)[72].

## Statistiques

### Saison régulière
Légende :
| MVP | Champion NBA | Meilleur de la ligue | Recrue de l'année (Rookie of the Year) |

| Saison        | Équipe          | Matchs | 5 Dép. | Minutes | % Tirs | % LF | Rbds/m | PassD/m | Int/m | Ctrs/m | Pts/m |
| ------------- | --------------- | ------ | ------ | ------- | ------ | ---- | ------ | ------- | ----- | ------ | ----- |
| 1992-1993     | Orlando         | 81     | 81     | 37,9    | 56,2   | 59,2 | 13,9   | 1,9     | 0,7   | 3,5    | 23,4  |
| 1993-1994     | Orlando         | 81     | 81     | 39,8    | 59,9   | 55,4 | 13,2   | 2,4     | 0,9   | 2,9    | 29,3  |
| 1994-1995     | Orlando         | 79     | 79     | 37,0    | 58,3   | 53,3 | 11,4   | 2,7     | 0,9   | 2,4    | 29,3  |
| 1995-1996     | Orlando         | 54     | 52     | 36,0    | 57,3   | 48,7 | 11,0   | 2,9     | 0,6   | 2,1    | 26,6  |
| 1996-1997     | L.A. Lakers     | 51     | 51     | 38,1    | 55,7   | 48,4 | 12,5   | 3,1     | 0,9   | 2,9    | 26,2  |
| 1997-1998     | L.A. Lakers     | 60     | 57     | 36,3    | 58,4   | 52,7 | 11,4   | 2,4     | 0,7   | 2,4    | 28,3  |
| 1998-1999     | L.A. Lakers     | 49     | 49     | 34,8    | 57,6   | 54,0 | 10,7   | 2,3     | 0,7   | 1,7    | 26,3  |
| 1999-2000     | L.A. Lakers     | 79     | 79     | 40,0    | 57,4   | 52,4 | 13,6   | 3,8     | 0,5   | 3,0    | 29,7  |
| 2000-2001     | L.A. Lakers     | 74     | 74     | 39,5    | 57,2   | 51,3 | 12,7   | 3,7     | 0,6   | 2,8    | 28,7  |
| 2001-2002     | L.A. Lakers     | 67     | 66     | 36,1    | 57,9   | 55,5 | 10,7   | 3,0     | 0,6   | 2,0    | 27,2  |
| 2002-2003     | L.A. Lakers     | 67     | 66     | 37,8    | 57,4   | 62,2 | 11,1   | 3,1     | 0,6   | 2,4    | 27,5  |
| 2003-2004     | L.A. Lakers     | 67     | 67     | 36,8    | 58,4   | 49,0 | 11,5   | 2,9     | 0,5   | 2,5    | 21,5  |
| 2004-2005     | Miami           | 73     | 73     | 34,1    | 60,1   | 46,1 | 10,4   | 2,7     | 0,5   | 2,3    | 22,9  |
| 2005-2006     | Miami           | 59     | 58     | 30,6    | 60,0   | 46,9 | 9,2    | 1,9     | 0,4   | 1,8    | 20,0  |
| 2006-2007     | Miami           | 40     | 39     | 28,4    | 59,1   | 42,2 | 7,4    | 2,0     | 0,2   | 1,4    | 17,3  |
| 2007-2008     | Miami / Phoenix | 61     | 61     | 28,7    | 59,3   | 50,3 | 9,1    | 1,5     | 0,5   | 1,4    | 13,6  |
| 2008-2009     | Phoenix         | 75     | 75     | 30,0    | 60,9   | 59,5 | 8,4    | 1,7     | 0,7   | 1,4    | 17,8  |
| 2009-2010     | Cleveland       | 53     | 53     | 23,4    | 56,6   | 49,6 | 6,7    | 1,5     | 0,3   | 1,2    | 12,0  |
| 2010-2011     | Boston          | 37     | 36     | 20,3    | 66,7   | 55,7 | 4,8    | 0,7     | 0,4   | 1,1    | 9,2   |
| Carrière      | Carrière        | 1 207  | 1 197  | 34,7    | 58,2   | 52,7 | 10,9   | 2,5     | 0,6   | 2,3    | 23,7  |
| All-Star Game | All-Star Game   | 12     | 9      | 20,7    | 55,1   | 45,2 | 8,1    | 1,4     | 1,1   | 1,6    | 16,8  |

### Playoffs
Légende :
| MVP des finales NBA |

| Saison   | Équipe      | Matchs | 5 Dép. | Minutes | % Tirs | % LF | Rbds/m | PassD/m | Int/m | Ctrs/m | Pts/m |
| -------- | ----------- | ------ | ------ | ------- | ------ | ---- | ------ | ------- | ----- | ------ | ----- |
| 1994     | Orlando     | 3      | 3      | 42.0    | 51.1   | 47.1 | 13.3   | 2.3     | 0.7   | 3.0    | 20.7  |
| 1995     | Orlando     | 21     | 21     | 38.3    | 57.7   | 57.1 | 11.9   | 3.3     | 0.9   | 1.9    | 25.7  |
| 1996     | Orlando     | 12     | 12     | 38.3    | 60.6   | 39.3 | 10.0   | 4.6     | 0.8   | 1.2    | 25.8  |
| 1997     | L.A. Lakers | 9      | 9      | 36.2    | 51.4   | 61.0 | 10.6   | 3.2     | 0.6   | 1.9    | 26.9  |
| 1998     | L.A. Lakers | 13     | 13     | 38.5    | 61.2   | 50.3 | 10.2   | 2.9     | 0.5   | 2.6    | 30.5  |
| 1999     | L.A. Lakers | 8      | 8      | 39.4    | 51.0   | 46.6 | 11.6   | 2.3     | 0.9   | 2.9    | 26.6  |
| 2000     | L.A. Lakers | 23     | 23     | 43.5    | 56.6   | 45.6 | 15.4   | 3.1     | 0.6   | 2.4    | 30.7  |
| 2001     | L.A. Lakers | 16     | 16     | 42.3    | 55.5   | 52.5 | 15.4   | 3.2     | 0.4   | 2.4    | 30.4  |
| 2002     | L.A. Lakers | 19     | 19     | 40.8    | 52.9   | 64.9 | 12.6   | 2.8     | 0.5   | 2.5    | 28.5  |
| 2003     | L.A. Lakers | 12     | 12     | 40.1    | 53.5   | 62.1 | 14.8   | 3.7     | 0.6   | 2.8    | 27.0  |
| 2004     | L.A. Lakers | 22     | 22     | 41.7    | 59.3   | 42.9 | 13.2   | 2.5     | 0.3   | 2.8    | 21.5  |
| 2005     | Miami       | 13     | 13     | 33.2    | 55.8   | 47.2 | 7.8    | 1.9     | 0.4   | 1.5    | 19.4  |
| 2006     | Miami       | 23     | 23     | 33.0    | 61.2   | 37.4 | 9.8    | 1.7     | 0.5   | 1.5    | 18.4  |
| 2007     | Miami       | 4      | 4      | 30.3    | 55.9   | 33.3 | 8.5    | 1.3     | 0.2   | 1.5    | 18.8  |
| 2008     | Phoenix     | 5      | 5      | 30.0    | 44.0   | 50.0 | 9.2    | 1.0     | 1.0   | 2.6    | 15.2  |
| 2010     | Cleveland   | 11     | 11     | 22.1    | 51.6   | 66.0 | 5.5    | 1.4     | 0.2   | 1.2    | 11.5  |
| 2011     | Boston      | 2      | 0      | 6.0     | 50.0   | 0.0  | 0.0    | 0.5     | 0.5   | 0.0    | 1.0   |
| Carrière |             | 216    | 214    | 37.5    | 56.3   | 50.4 | 11.6   | 2.7     | 0.5   | 2.1    | 24.3  |

## Salaires
| Année       | Équipe                 | Salaire       |
| ----------- | ---------------------- | ------------- |
| 1992-1993   | Magic d'Orlando        | 3 000 000 $   |
| 1993-1994   | Magic d'Orlando        | 3 900 000 $   |
| 1994-1995   | Magic d'Orlando        | 4 800 000 $   |
| 1995-1996   | Magic d'Orlando        | 5 700 000 $   |
| 1996-1997   | Lakers de Los Angeles  | 10 714 000 $  |
| 1997-1998   | Lakers de Los Angeles  | 12 857 143 $  |
| 1998-1999   | Lakers de Los Angeles  | 15 000 000 $  |
| 1999-2000   | Lakers de Los Angeles  | 17 142 858 $  |
| 2000-2001   | Lakers de Los Angeles  | 19 285 715 $  |
| 2001-2002   | Lakers de Los Angeles  | 21 428 572 $  |
| 2002-2003   | Lakers de Los Angeles  | 23 571 429 $  |
| 2003-2004   | Lakers de Los Angeles  | 24 749 999 $  |
| 2004-2005   | Heat de Miami          | 27 696 430 $  |
| 2005-2006   | Heat de Miami          | 20 000 000 $  |
| 2006-2007   | Heat de Miami          | 20 000 000 $  |
| 2007-2008   | Suns de Phoenix        | 20 000 000 $  |
| 2008-2009   | Suns de Phoenix        | 21 000 000 $  |
| 2009-2010   | Cavaliers de Cleveland | 20 000 000 $  |
| 2010-2011*  | Celtics de Boston      | 1 352 181 $   |
| Total Gains |                        | 292 198 327 $ |

Note : * En 2011, le salaire moyen d'un joueur évoluant en NBA est de 5 150 000 $.

## Discographie
- Shaq Diesel (1993).
- Shaq Fu - Da Return (1994).
- 2 Bad avec Michael Jackson, album History (1995).
- The Best of Shaquille O’Neal (1996).
- You Can’t Stop the Reign (1996).
- Respect (1998).
- Presents His Superfriends, Vol. 1 (2001).
- Gorilla Warfare (DJ Diesel) (2023).

Début février 2025, il réalise le son Damage sous le nom de DJ Diesel avec Virtual Riot (en). La chanson commence par un solo de guitare étonnamment doux, suivi des couplets de rap entraînants de Shaq.

## Filmographie
Shaquille O'Neal a fait plusieurs apparitions sur les écrans : au cinéma et à la télé, et a même participé au tournage du clip de la chanson de Owl City, Vanilla Twilight.

### Cinéma
- 1993 : CB4 de Tamra Davis : Lui-même.
- 1994 : Blue Chips de William Friedkin : Neon.
- 1996 : Kazaam de Paul Michael Glaser : Kazaam.
- 1997 : Good Burger de Brian Robbins : Lui-même.
- 1997 : Steel de Kenneth Johnson : John Henry Irons / Steel.
- 1998 : He Got Game de Spike Lee : Lui-même.
- 2001 : Freddy Got Fingered de Tom Green : Shaquille.
- 2001 : The Wash de DJ Pooh : Norman.
- 2004 : Coup d'éclat de Brett Ratner : Lui-même.
- 2006 : Scary Movie 4 de David Zucker : Shaq.
- 2008 : The House Bunny de Fred Wolf : Lui-même.
- 2008 : C'était à Rome (When in Rome) de Mark Steven Johnson : Lui-même.
- 2011 : Jack et Julie de Dennis Dugan : Lui-même.
- 2013 : Copains pour toujours 2 (Grown Ups 2) de Dennis Dugan : Officier Fluzoo.
- 2013 : Les Schtroumpfs 2 de Raja Gosnell : Smooth Smurf.
- 2014 : La Grande Aventure Lego (The Lego Movie) de Phil Lord et Chris Miller : Lui-même.
- 2014 : Famille recomposée (Blended) de Frank Coraci : Doug.
- 2018 : Uncle Drew de Charles Stone III (en) : Big Fella.
- 2019 : Ce que veulent les hommes (What Men Want) d'Adam Shankman : Lui-même.
- 2020 : Hubie Halloween de Steven Brill
- 2022 : Le Haut du panier (Hustle) de Jeremiah Zagar : Lui-même.

### Séries télévisées
- 1996 : Arliss, saison 1, épisode 1 : Lui-même.
- 1998 : Cousin Skeeter, saison 1, épisode 3 : Lui-même.
- 2001 : Pour le meilleur... ?, saison 4, épisode 9 : Lui-même.
- 2001 : Ma famille d'abord, saison 2, épisodes 2 et 4 : Lui-même.
- 2001 : Larry et son nombril, saison 2, épisode 8 : Lui-même.
- 2002 : Static Choc, saison 2, épisode 4 : Lui-même.
- 2002-2004 : Les Parker, 2 épisodes : Lui-même.
- 2004 : Johnny Bravo, saison 14, épisode 13 : Lui-même.
- 2010 : Sonny, saison 2, épisode 22 : Lui-même.
- 2011 : The Cleveland Show, saison 2, épisode 13 : Lui-même.
- 2013 : Southland (série télévisée), saison 5, épisode 8 : Détective Earl Dayton.
- 2014 : Oncle Grandpa, saison 1, épisode 19 : Lui-même.
- 2015 : Bienvenue chez les Huang (Fresh Off the Boat), saison 2, épisode 3 : Lui-même.
- 2016 : American Dad, saison 13, épisode 17.

## Jeux vidéo
Sur les couvertures de :
- NBA Live 96.
- NBA 2K6.
- NBA 2K7.
- NBA Showtime: NBA on NBC.
- NBA Hoopz.
- NBA Inside Drive 2004.
- NBA Street.
- NBA 2K18 Legend Edition.

En tant que personnage jouable ou à débloquer :
- Shaq Fu.
- Backyard Basketball.
- Ready 2 Rumble Boxing: Round 2.
- Delta Force: Black Hawk Down.
- UFC 2010 Undisputed.
- NBA 2K20 (aussi en tant que commentateur).